# Центральный исполнительный комитет Чувашской АССР
Центральный исполнительный комитет Чувашской АССР (ЦИК ЧАССР, ЧувашЦИК) — высший законодательный, распорядительный и контролирующий орган государственной власти Чувашской АССР в 1925—1937 годы. Функционировал в период между съездами Советов автономной республики.

## История
Ревком АЧО в 1920 году сначала передал полномочия  Исполнительному комитету Советов рабочих, крестьянских и красноармейских депутатов Автономной Чувашской области. 
С 5 ноября 1925 Исполком советов Чувашской АССР стал именоваться Центральным исполнительным комитетом. I Всечувашском съезде Советов в Чебоксарах 31 января 1926 путём выборов сформировал первый состав ЦИК в составе 65 членов и 26 кандидатов.
ЧувашЦИК был упразднён в 1937 году в связи с образованием Верховного Совета ЧАССР.
Состав ЧувашЦИКа избирался на съездах Советов Чувашской АССР. ЧувашЦИК контролировал деятельность советских органов власти в автономной республики и вместе с ними составлял единый государственный аппарат. Работал в режиме сессий, созываемых между Всечувашскими съездами Советов минимум 3 раза. В период между сессиями властные полномочия передавались председателю и членам Президиума ЦИК ЧАССР.
Согласно Конституции Чувашской АССР от 1937 года, с 18 июля 1937 года высшим органом государственной власти автономной республики стал Верховный Совет Чувашской АССР.

## Председатели исполнительного комитета Чувашии
- Эльмень, Даниил Семёнович (1885—1932) — с 13 ноября 1920 по 30 июня 1921
- Коричев, Сергей Андреевич (1890—1961) — с 1 июля 1921	по 14 мая 1924
- Илларионов, Иван Илларионович — с мая 1924 по май 1927[1]

- с 14 мая 1924 по 29 апреля 1925 — Председатель президиума Исполнительного комитета Советов рабочих, крестьянских и красноармейских депутатов Автономной Чувашской области.
с 29 апреля 1925 по 5 ноября 1925 — Председатель президиума Исполнительного комитета Советов Чувашской АССР.
с 5 ноября 1925 по 25 мая 1927 — Председатель президиума Центрального исполнительного комитета Чувашской АССР.

- Юшунев, Николай Лукич — с 26 мая 1927 по 29 марта 1929
- Никитин, Александр Никитич — с 29 марта 1929 по 17 октября 1937
- Андреева, Зоя Ананьевна — с 31 октября 1937 по 29 июля 1938